# 시트로엥 C3 에어크로스
시트로엥 C3 에어크로스(영어: Citroën C3 Aircross)는 프랑스의 제조사인 시트로엥의 소형스포츠 유틸리티 자동차이다.

## 판매
| 연식   | 아르헨티나 | 브라질    | 비고 |
| 2010년 | 0          | 4,254     |      |
| 2011년 | 4,341      | 16,717    |      |
| 2012년 | 3,910      | 9,793     |      |
| 2013년 | 5,517      |           |      |
| 2014년 | 2,450      |           |      |
| 2015년 | 발표 예정  | 발표 예정 |      |